# Tank (марка)
Tank (кит. 坦克) — китайский автомобильный бренд, подразделение компании Great Wall Motor, которое специализируется на внедорожниках.

## История

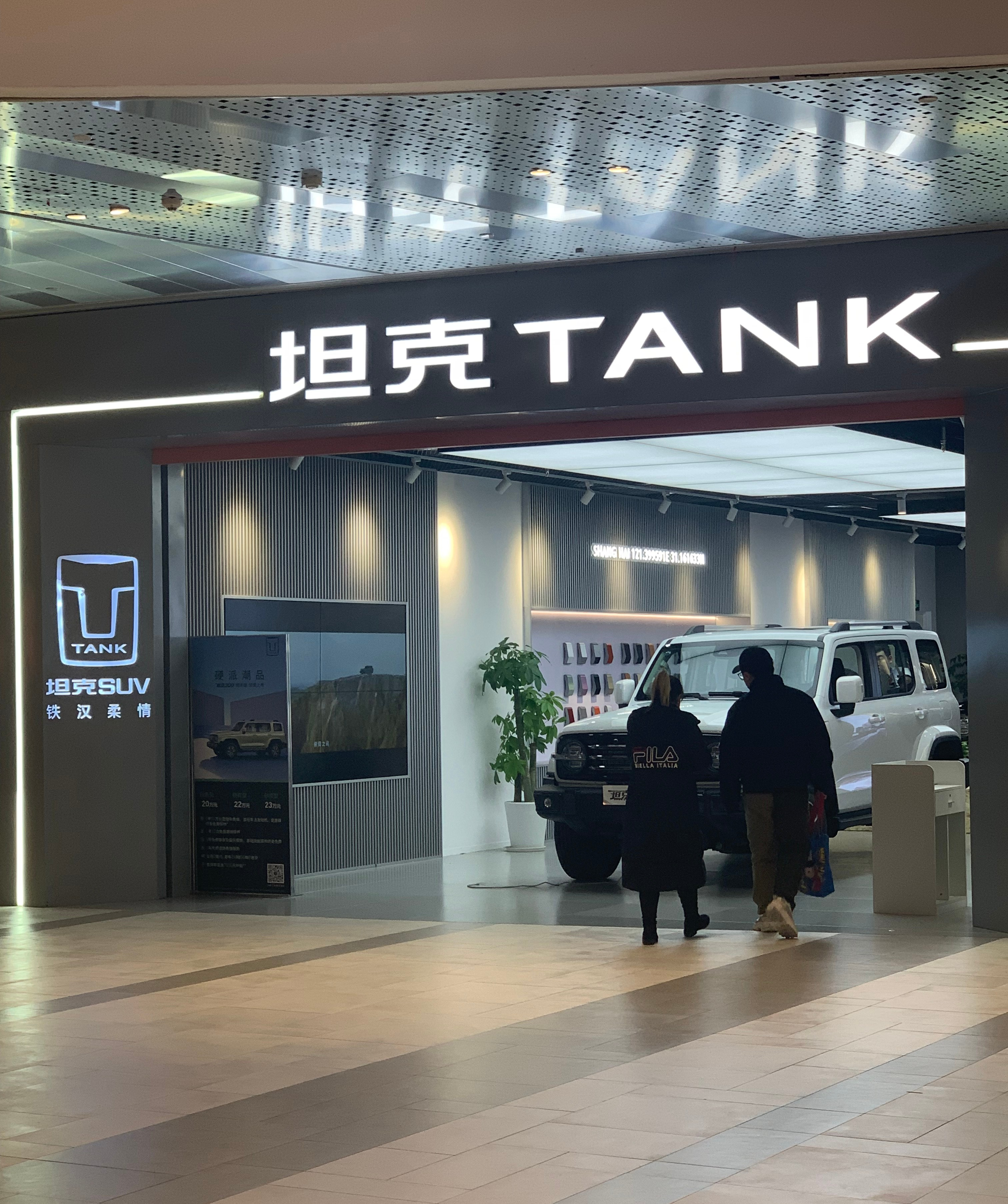
Салон Tank в Китае

После того, как модель Tank 300 поступила в продажу под брендом Wey в декабре 2020 года, Great Wall Motor объявила в марте 2021 года, что в будущем она будет продавать внедорожники под отдельным брендом Tank. Tank 300 стал первой моделью бренда. На выставке в автосалоне в Шанхае были представлены ещё два внедорожника Tank 700 и Tank 800. Дополнительные анонсы Tank 400, Tank 500 и Tank 600 были проведены в августе 2021 года.

## Модельный ряд

### Текущие
- Tank 300
- Tank 400[5]
- Tank 500
- Tank 700[2]

### Предстоящие

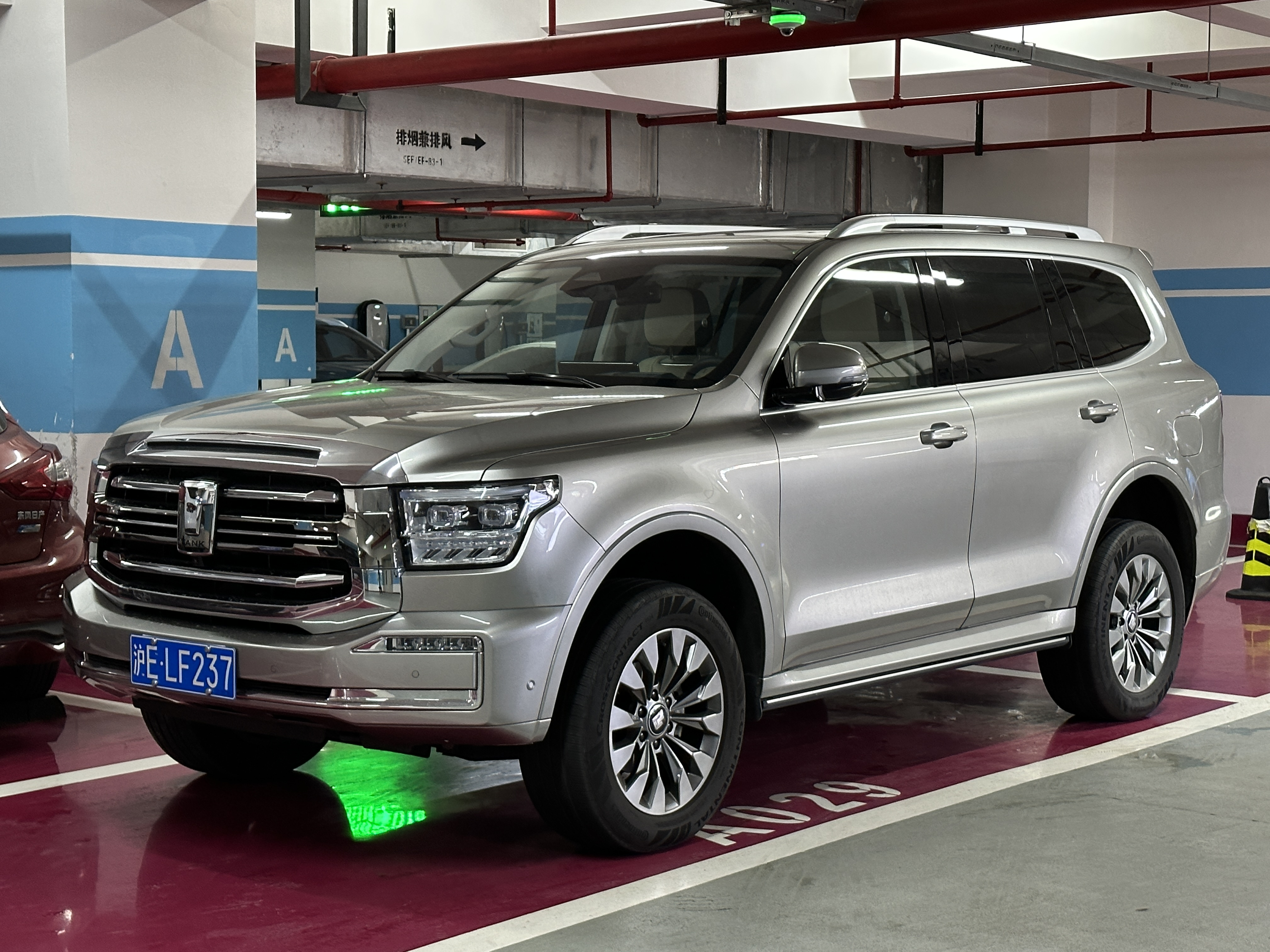
Tank 500

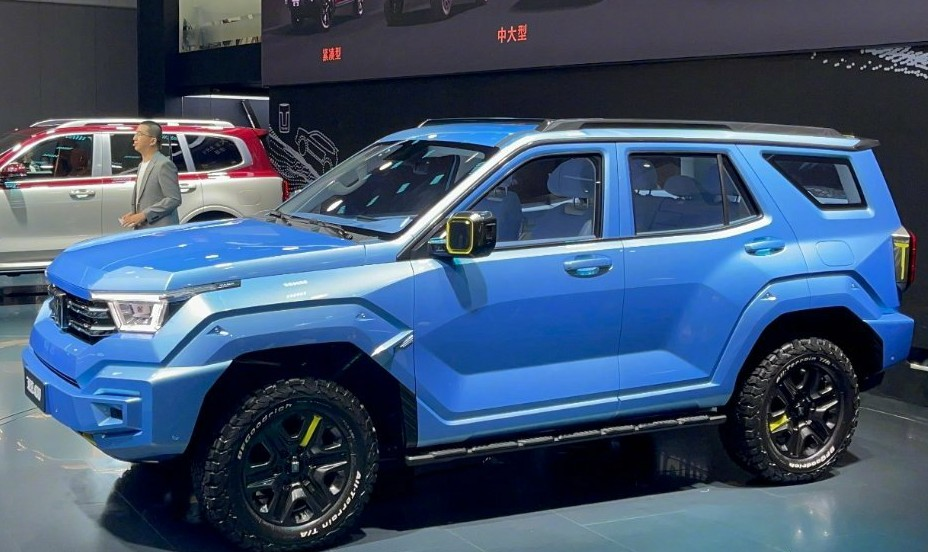
Tank 400

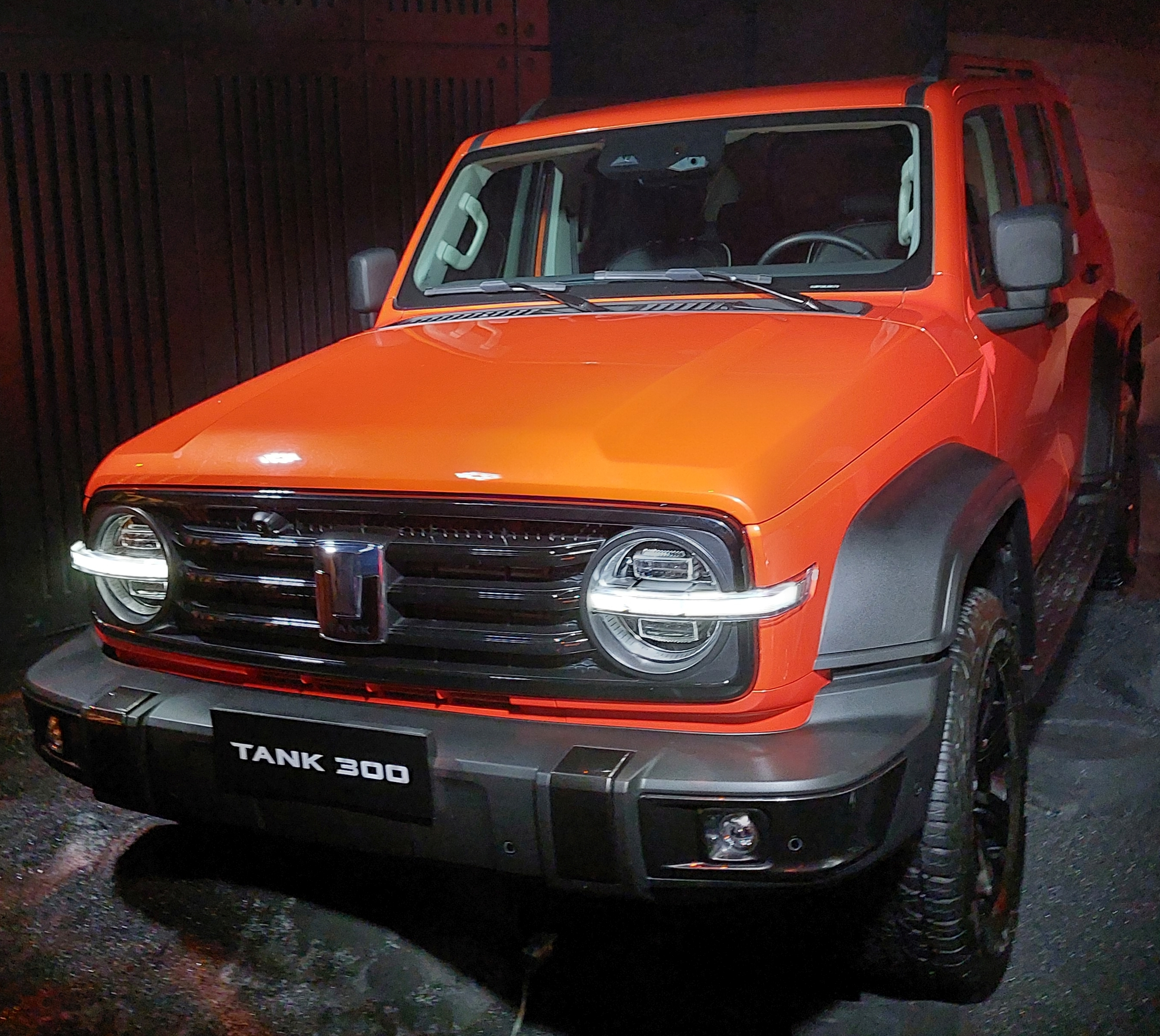
Tank 300

- Tank 600[4]
- Tank 800[3]